# Alexander Bergström
Alexander Bergström (ur. 18 stycznia 1986 w Osby) – szwedzki hokeista, reprezentant Szwecji, olimpijczyk.

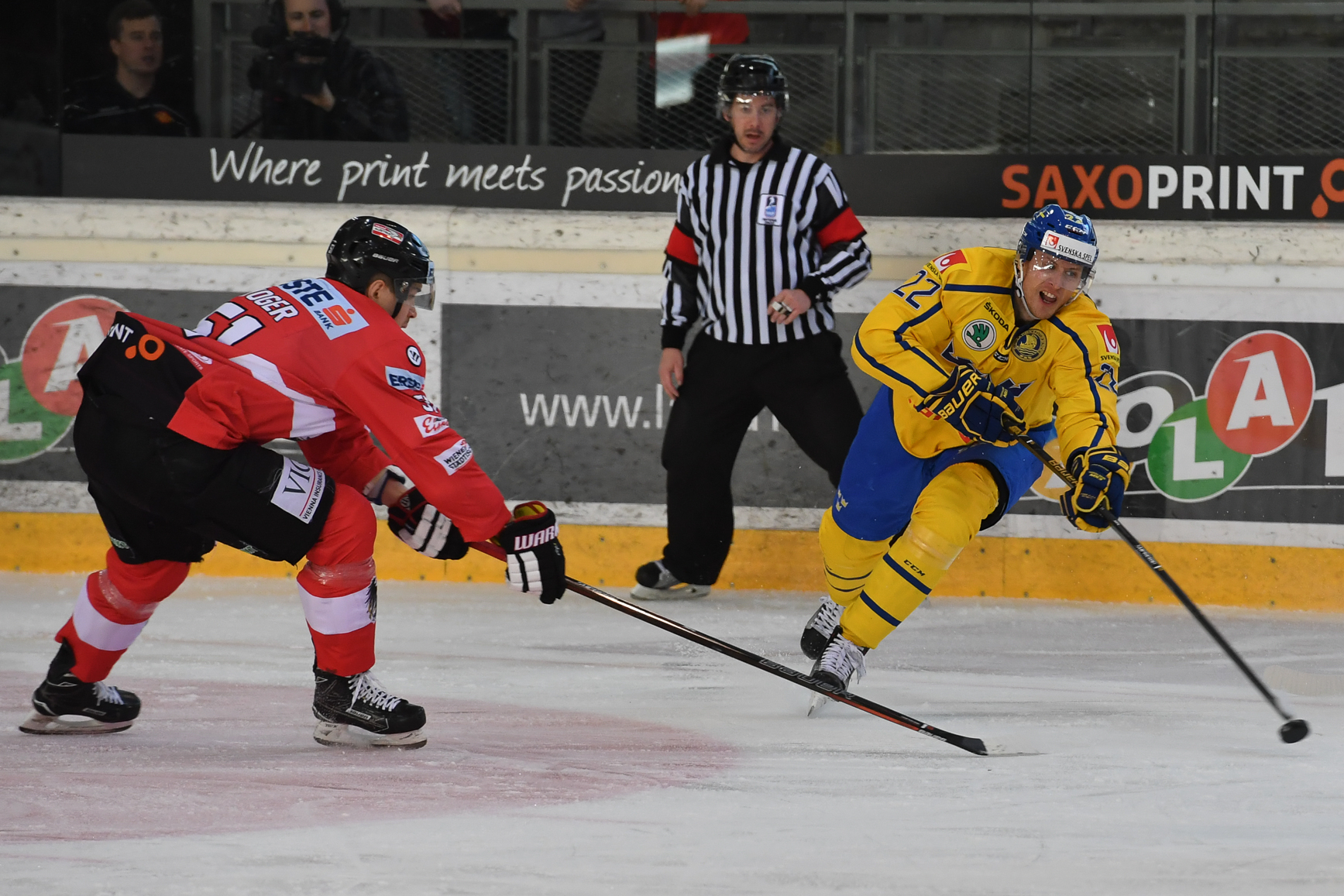
Alexander Bergström w barwach Szwecji (2017)

## Kariera
- Rögle BK J20 (2002–2006)
- Rögle BK (2002–2006)
  -  Tyringe SoSS (2004/2005)
  -  Jonstorps IF (2005/20069)
- Olofströms IK (2006-2007)
- IK Oskarshamn (2007–2009)
- Borås HC (2009–2011)
- Rögle BK (2011-2012)
- Malmö Redhawks (2012-2013)
- Karlskrona HK (2013-2017)
- Sibir Nowosybirsk (2017-2018)
- Traktor Czelabińsk (2018-2019)
- HV71 (2019-)

Wychowanek klubu Osby IK w rodzinnym mieście. Po wielu latach gry w Szwecji w marcu 2017 przeszedł do rosyjskiego klubu Sibir Nowosybirsk, skąd w maju 2018 został przetransferowany do Traktora Czelabińsk. W październiku 2019 został graczem szwedzkiej drużyny HV71.
W barwach reprezentacji Szwecji uczestniczył w turnieju zimowych igrzysk olimpijskich 2018.

## Sukcesy
Klubowe
- Awans z Allsvenskan do Elitserien: 2012 z Rögle BK
- Awans z Allsvenskan do Svenska hockeyligan: 2015 z Karlskrona HK

Indywidualne
- Division 1 wiosna (2006/2007):
  - Pierwsze miejsce w klasyfikacji kanadyjskiej: 17 punktów
  - Pierwsze miejsce w klasyfikacji +/-: 17 punktów
- KHL (2017/2018):
  - Najlepszy napastnik tygodnia – 31 grudnia 2017
  - Najlepszy napastnik miesiąca – grudzień 2017[4]
  - Piąte miejsce w klasyfikacji strzelców w sezonie zasadniczym: 21 goli
    - Czwarte miejsce w klasyfikacji strzelców zwycięskich goli meczowych w sezonie zasadniczym: 6 goli